# Imogène (série télévisée)
Pour les articles homonymes, voir Imogène.
Imogène est une série télévisée française en treize épisodes de 90 minutes tournée à Locquénolé, créée par Michel Grisolia et Martin Lamotte, diffusée entre le 9 janvier 1989 et le 23 décembre 1996 sur TF1. Personnage de littérature né de l'esprit de Charles Exbrayat, il est interprété par Dominique Lavanant durant les 13 épisodes que compte ce grand succès populaire de la télévision.

## Synopsis
Imogène Le Dantec est la fille du célèbre amiral, héros de la bataille de l’Atlantique pendant la Seconde Guerre mondiale. Au décès de son père, elle s’installe à Paris où elle travaille comme secrétaire au ministère de la Marine. Mais un beau jour, une mission secrète que lui confie son supérieur l’entraîne à Plouguirec, petit port breton où Imogène a passé une bonne partie de son enfance. Plouguirec est un charmant village de la côte nord du Finistère, dans l’arrondissement de Morlaix. Elle y retrouve alors Maryvonne, son ancienne nourrice, dans la  maison de son père, le "Kerbiniou". Imogène, Bretonne célibataire et fantasque, fourre son nez partout et doit faire face à l’adjudant-chef Trouillet qui ne pense qu'à une chose, l'inculper coûte que coûte et à défaut, la devancer dans la résolution d'affaires. À noter que les intrigues des différents épisodes vont du "meurtre de proximité" à la résolution d'affaires regardant la Défense Nationale. Enfin, certaines aventures entraînent Imogène, Gwendoline, Trouillet et Quemeneur dans le Cotentin, ainsi qu'en Île-de-France dont à Paris.

## Acteurs principaux
- Dominique Lavanant : Imogène Le Dantec, surnommée "La Sorcière" ou "La grande Chèvre rousse" par les habitants
- Jean Benguigui : Adjudant-chef Norbert Trouillet (à partir de l'épisode 2)
- Ginette Garcin : Maryvonne (épisodes 1 à 5)
- Louba Guertchikoff : Gwendoline, sœur de Maryvonne, surnommée "Gwendo" ou "Oline" par Imogène (à partir de l'épisode 6)
- Riton Liebman : Gendarme Yann Quemeneur, à partir de l'épisode 4. Rôle tenu auparavant par Gérard Loussine (épisode 1) puis Denis Germain (épisodes 2 et 3).
- André Penvern : Maréchal des Logis-Chef Le Marinel, premier chef du poste de Gendarmerie de Plouguirec (épisode 1) remplacé par Trouillet par la suite.

## Acteurs secondaires récurrents
- Jacques Mathou : Roger Bougrain (épisodes 1 à 4)
- Michel Fortin : Roger Bougrain (épisode 5)
- Olivier Saladin : Roger Bougrain (à partir de l'épisode 6)
- Philippe Bruneau : Le "Moustachu" - Capitaine Gaël Lepainsec/Thuillier (épisodes 1 et 3)
- Daniel Langlet : Le Goff (épisodes 1 et 2)
- Guénolé Azerthiope : Le Goff (épisodes 4 et 5)
- Pierre Jean : Le Goff (épisode 6)
- Xavier Maly : Le Couëdic (épisode 1)
- Luc-Antoine Diquéro : Le Couëdic (épisodes 2 à 4)
- Patrick Braoudé : Le Couëdic (épisode 5)
- Catherine Jacob : Yvette Bougrain (épisode 1)
- Carole Jacquinot : Yvette Bougrain (épisodes 2 à 4)
- Marie Rodriguez-Tomé : Yvette Bougrain (épisode 5)
- Lorella Cravotta : Yvette Bougrain (à partir de l'épisode 6)
- Jean-Claude Bolle-Reddat : Loupiot (épisodes 2 à 7)
- Jacques Chailleux : Abbé Pénicauld (épisodes 2 et 3)
- Patrick Timsit : Abbé Pénicauld (épisodes 4 et 5)
- Michel Pilorgé : Docteur Kerber (épisodes 2 et 3)
- Jean Mourat : Docteur Kerber (épisodes 4 et 5)
- Patrick Massieu : Yvon Boulic, le Maire (épisodes 2 et 3)
- Christian Bouillette : Yvon Boulic, le Maire (épisode 7)
- Marc Fayolle : Le Maire (épisode 8)
- Pierre Maguelon : Le directeur des services de Gendarmerie (épisodes 8 à 11)

## Épisodes

### 1-Ne vous fâchez pas Imogène!(1989)
Imogène vit à Plouguirec, en Bretagne, où elle veille sur son père, l'amiral Le Dantec, héros de la dernière guerre. Lorsque celui-ci vient à mourir, Imogène fait ses valises et part s'installer à Paris. Elle trouve un poste de secrétaire au ministère de la Marine et s'y ennuie ferme, jusqu'au jour où elle est convoquée par son directeur. Après lui avoir reproché son franc-parler et son mauvais caractère, il lui confie une mission délicate : transporter de Paris à Plouguirec un colis contenant un échantillon d'un métal révolutionnaire, destiné aux sous-marins atomiques basés à Brest. Sur place, elle sera contactée par un mystérieux agent, auquel elle devra remettre le précieux colis...

#### Invités
- Antoine Duléry : Gérard Borde
- Jean Rougerie : Commandant Perraudin
- Philippe Laudenbach : Colonel Thuillier
- Hubert Saint-Macary : Loisel
- Julie Jezequel : Cécile
- Claire Magnin : Solange
- Chrystelle Labaude : la Secrétaire
- Roger Miremont : Serge
- Gérard Darier : Yvon
- Jean-Noël Brouté : Marius
- Emmanuel Booz : Manu

#### Réalisateur
François Leterrier

#### Scénariste
Martin Lamotte

#### 1rediffusion
9 janvier 1989 sur TF1

### 2-Imogène est de retour...(1990)
Imogène s'intéresse de près au cas de Mercier, touriste résident à l'Hôtel d'Angleterre. Il est terrorisé à l'idée d'avoir vu le fantôme d'un homme disparu 2 ans auparavant. Souhaitant l'aider, Imogène lui rend visite et le découvre pendu à  son porte manteau. Aidée par Mulot, journaliste local venu écrire à Plouguirec un article sur le drame, ils mènent l'enquête...

#### Invités
- Stéphane Bouy : Inspecteur Raymond Douglas
- Martin Lamotte : Journaliste Mulot
- Didier Kaminka : Mercier
- Carole Brenner : Geneviève Sureau
- Marcel Philippot : Jean-Guy
- Charlotte Maury : Marie-Aude Deltanche
- Jean-Louis Tribes : Durieux
- Jean Champion : Mr Sureau père
- Anna Gaylor : Mme Sureau mère
- Michel Fortin : Le photographe (non crédité)

#### Réalisateur
François Leterrier

#### Scénariste
Martin Lamotte

#### 1rediffusion
18 janvier 1990 sur TF1

### 3-Encore vous, Imogène!(1990)
Plouguirec, le village natal d'Imogène, est en effervescence : c'est le jour du match aller Plouguirec / Livarot. Imogène est bien entendu aux premières loges, mais elle n'aura pas l'occasion de suivre la rencontre jusqu'à la fin. En effet, pendant la mi-temps, un jeune homme qui ne ressemble guère à un supporter vient l'informer d'une étrange affaire : au collège Saint-Gonzague, où il enseigne, un meurtre se prépare. Il a à peine le temps de finir sa phrase qu'Imogène file vers l'établissement, où elle se fait passer pour le nouveau professeur de littérature française…

#### Invités
- Michèle Laroque : Fleur Wermutz
- Jean-Marie Cornille : André Wermutz
- Jean-Pierre Castaldi : Champion
- Christophe Bourseiller : Fluaux
- Fabienne Berthaud : Sophie d'Etressac
- Bruno Abraham-Kremer : Juge Blanchet
- Vanessa Lhoste : Françoise Sarrebourg

#### Réalisateur
François Leterrier

#### 1rediffusion
15 février 1990 sur TF1

### 4-Notre Imogène(1990)
Marie-Jeanne Lelouet a bien des problèmes avec son père, Jaouen. Il s'oppose à son mariage avec Alain, un modeste mécanicien orphelin. Emue par la détresse de la jeune fille, Imogène tente de l'aider. Mais Alain décide de s'enfuir avec Marie-Jeanne.

#### Invités
- Ticky Holgado : Aspirant Etienne Etchegaray
- Béatrice Agenin : Marylin Menez
- Judith Henry : Marie-Jeanne Lelouet
- Jean-Paul Muel : Jaouen Lelouet
- Dominique Bernard : Menez
- Gilles Gaston-Dreyfus : lieutenant Culioli
- Patrick Timsit : l'Abbé

#### Réalisateur
Sylvain Madigan

#### 1rediffusion
10 septembre 1990 sur TF1

### 5-Les fiançailles d’Imogène(1990)
Imogène, cette vieille fille d'Imogène, se résigne à enterrer sa vie de garçon ! Elle a fait la connaissance du major Ervan qui séjourne à "l'Océan", le meilleur hôtel de Plougirec, bourgade du Finistère, la perle de la Bretagne ! Tous les habitants de Plougirec battent froid leur grande complice au "Café de la marine" là où a l'habitude de les retrouver celle qui, comme eux, boit sec et a le verbe haut...

#### Invités
- Benoît Régent : Colonel Querzélec/Plumeau
- Patrice Dozier : Gustave Bertonniaud
- Caroline Grimm : Suzanne
- Marie-Christine Orry : La femme de ménage
- Ticky Holgado : Le pêcheur

#### Réalisateur
Sylvain Madigan

#### 1rediffusion
29 mars 1990 sur TF1

### 6-Imogène et la veuve blanche(1990)
Pénélope Kermadec souhaite épouser Claude Benodet, son ami d'enfance, fils des gardiens du manoir familial. Mais celui-ci est parti faire un «tour du monde humanitaire» dont il n'est toujours pas revenu. Pénélope est fiancée de force à Georges Marchand, un brillant chercheur dans le domaine des algues par son Père. Imogène Le Dantec, toujours à l'affût du moindre mystère, s'intéresse à la disparition de Claude. Elle soupçonne le père et le nouveau fiancé de Pénélope d'avoir tué l'ancien fiancé et de l'avoir enterré dans le jardin de Marchand. Elle fait part de l'affaire à Trouillet. Mais Claude réapparaît alors mystérieusement...

#### Invités
- Bernard Haller : Kermadec, le Maire
- Jean-Luc Porraz : Georges Marchand
- Coraly Zahonero : Pénélope Kermadec
- Pierre Gérard : Claude Bénodet
- Mathé Souverbie : Géraldine Trouhadec

#### Réalisateur
Thierry Chabert

#### 1rediffusion
8 octobre 1990 sur TF1

### 7-La malédiction d’Imogène(1990)
Depuis des décennies, les morts se succèdent à Kerlankou, une vieille bâtisse isolée au bord de la falaise. Quand Imogène en hérite, elle se met en tête de prouver que ces histoires de fantômes et de malédiction sont des fables.

#### Invités
- Marie-Christine Adam : Yvette Zenowiecz
- Michel Puterflam : Edmond Le Quintrec
- Yves Belluardo : Yvon Gweltaz

#### Réalisateur
Thierry Chabert

#### 1rediffusion
24 février 1991 sur TF1

### 8-36.15 Bise Marine(1991)
Alors que l'amour frappe les héros de Plouguirec, sous forme de justes noces pour l'adjudant-chef Trouillet, et de pâmoison pour Imogène, qui soupire pour Philippe, son ami d'enfance, un chef mataï débarque de son Afrique natale pour venir prendre les eaux dans la petite ville bretonne. Peu après son arrivée, plusieurs jeunes femmes sont assassinées. Toutes offrent la capillaire particularité d'être rousses. Grâce à ses puissantes capacités d'investigation, Imogène découvre que les victimes, empoisonnées au curare, ont été débusquées par le tueur au moyen du minitel, sur la messagerie rose 36.15 Bise marine. La vaillante aventurière bretonne décide de se sacrifier pour sauver la vie de ses congénères...

#### Invités
- Didier Flamand : Philippe
- Laurentine Milebo : Mamoula
- Pascal Nzonzi : Le manager
- Bruno Balp : Honoré
- Isabelle Gruault : Violaine Leroux
- Laurent Jouin : un villageois

#### Réalisateur
Jean-Daniel Verhaeghe

#### 1rediffusion
7 novembre 1991 sur TF1

### 9-Imogène dégaine(1991)
Imogène est chargée d'une mission importante. Elle doit protéger Shankar, prince héritier du Bandharastrah, dont le père vient d'être assassiné par un mercenaire, Lulu le Balafré. Une terrible responsabilité, puisque Lulu est en France et qu'il a juré de tuer Shankar.

#### Invités
- Flaminio Corcos : Les Princes Shankar et Talik
- Gérard Touratier : Lulu le balafré
- Didier Brice : Jimmy
- Isabelle Gruault : Colette
- Eric Savin : Martinet

#### Réalisateur
Thierry Chabert

#### 1rediffusion
20 juillet 1992 sur TF1

### 10-Imogène et les légumes maudits(1991)
L'inventeur d'un produit permettant de cultiver sur n'importe quelle terre des légumes, est assassiné. La DGSE craignant que la formule aux retombées considérables ne tombe entre de mauvaises mains, elle charge Imogène de mener l'Enquête, assistée de Trouillet et Quémeneur...

#### Invités
- Frederic Deban : Jean-Marie Blinder, "Fly-Tox"
- Marie Brunel : Emilie
- Jacques Brunet : Carnoët
- Serge Rousseau : Blinder
- Laurent Jouin : Le Paysan

#### Réalisateur
Jean-Daniel Verhaeghe

#### Tournage
- à Chaumontel

#### 1rediffusion
6 juillet 1992 sur TF1

### 11-Imogène inaugure les chrysanthèmes(1991)
Imogène doit retrouver et protéger un agent français passé au service de l'ennemi. Il a promis, en échange de l'impunité, de remettre à la France des documents secrets. Mais il est assassiné avant que la bouillante Bretonne n'ait pu le contacter.

#### Invités
- Bernard Alane : Colonel Bourelon
- Eric Prat : Marcel
- Didier Brice : Le Chef des tueurs
- Jean-Claude Bolle-Reddat : Médecin légiste
- Franck Beckmann : Le gendarme

#### Réalisateur
Thierry Chabert

#### 1rediffusion
24 août 1992 sur TF1

### 12-Vous êtes folle, Imogène(1991)
Le colonel Hubert de Saint-Pierre est le seul, dans la salle de supervision du ministère de la Défense, à avoir vu un périscope émerger des eaux troubles de la Seine. Inquiet des remous que pourrait provoquer la révélation par un gradé d'une telle vision, le service d'intervention de la Marine nationale décide d'interner le colonel. Imogène, convoquée à Paris, est chargée d'une mission secrète qu'elle effectuera sous la couverture de Plouguirec Travel, une agence de voyages spécialisée en randonnées bretonnes. Au cours d'une petite fête aux échanges mouvementés, Imogène est internée, sous prétexte de cure de désintoxication, à la clinique des Glycines, où elle rencontre le colonel prétendument visionnaire...

#### Invités
- Dora Doll : Blanche
- Bruno Garcin : Colonel Hubert de Saint-Pierre
- Jacques Nolot : Lieutenant Dugommier
- Frank de Lapersonne : Berbizier
- Hugues Quester : Docteur Rudi Van Der Meersch
- Jean-Pierre Becker : Padrig
- Michel Francini : Le Ministre
- Thierry Redler : Michel
- Jacques Ferrière : le commissaire
- Patrick Tringale : le Radariste

#### Réalisateur
Paul Vecchiali

#### 1rediffusion
8 avril 1991 sur TF1

### 13-Imogène contre-espionne (1996)
Le Commandant Yves le Guellec, beau frère d'Imogène, a été enlevé par le redoutable espion surnommé "Le Hiéroglyphe". Imogène mène l’enquête...

#### Invités
- Raymond Acquaviva : Ségismond du Landais
- Sophie Broustal :
- Yvan Garouel : Commandant Labouche
- Jean-Christophe Bouvet : Le Professeur

#### Réalisateur
Paul Vecchiali

#### 1rediffusion
23 décembre 1996 sur TF1

## Accroche
« Je suis un sacré phénomène et je m’appelle Imogène, c’est un prénom que m’ont légué mes ancêtres écossais, moi je suis bretonne et j’en suis fière, et j’adore me bagarrer ».
Le générique était interprété par Dominique Lavanant en personne. Il a marqué les esprits avec ses chœurs bretons et sa longueur.

## Lieux de tournage
- Locquénolé (29670)
- Roscoff (29680)
- Saint-Pol de Léon (29250)
- Cléder (29233)
- Chaumontel (95270)

## Anecdotes
- Imogène fait partie de ces séries françaises grand public qui mêlent espionnage et policier sur le ton de l’humour. Un des premiers exemples a été Marie Pervenche au début des années 1980.
- Apparue deux ans après la privatisation de TF1, Imogène, héroïne écossaise, des romans de Charles Exbrayat, est devenue bretonne pour la chaîne, dirigée par un Breton, Patrick Le Lay.
- Imogène a notamment été rediffusée en 2007 sur la chaîne du câble et du satellite, Comédie !
- Dix ans après la fin d’Imogène, le duo Dominique Lavanant / Martin Lamotte a fait le bonheur de TF1 avec une série dans la même veine, Sœur Thérèse.com.